# Crassula columnaris
Crassula columnaris är en fetbladsväxtart. Crassula columnaris ingår i släktet krassulor, och familjen fetbladsväxter.

## Underarter
Arten delas in i följande underarter:
- C. c. columnaris
- C. c. prolifera

## Bildgalleri

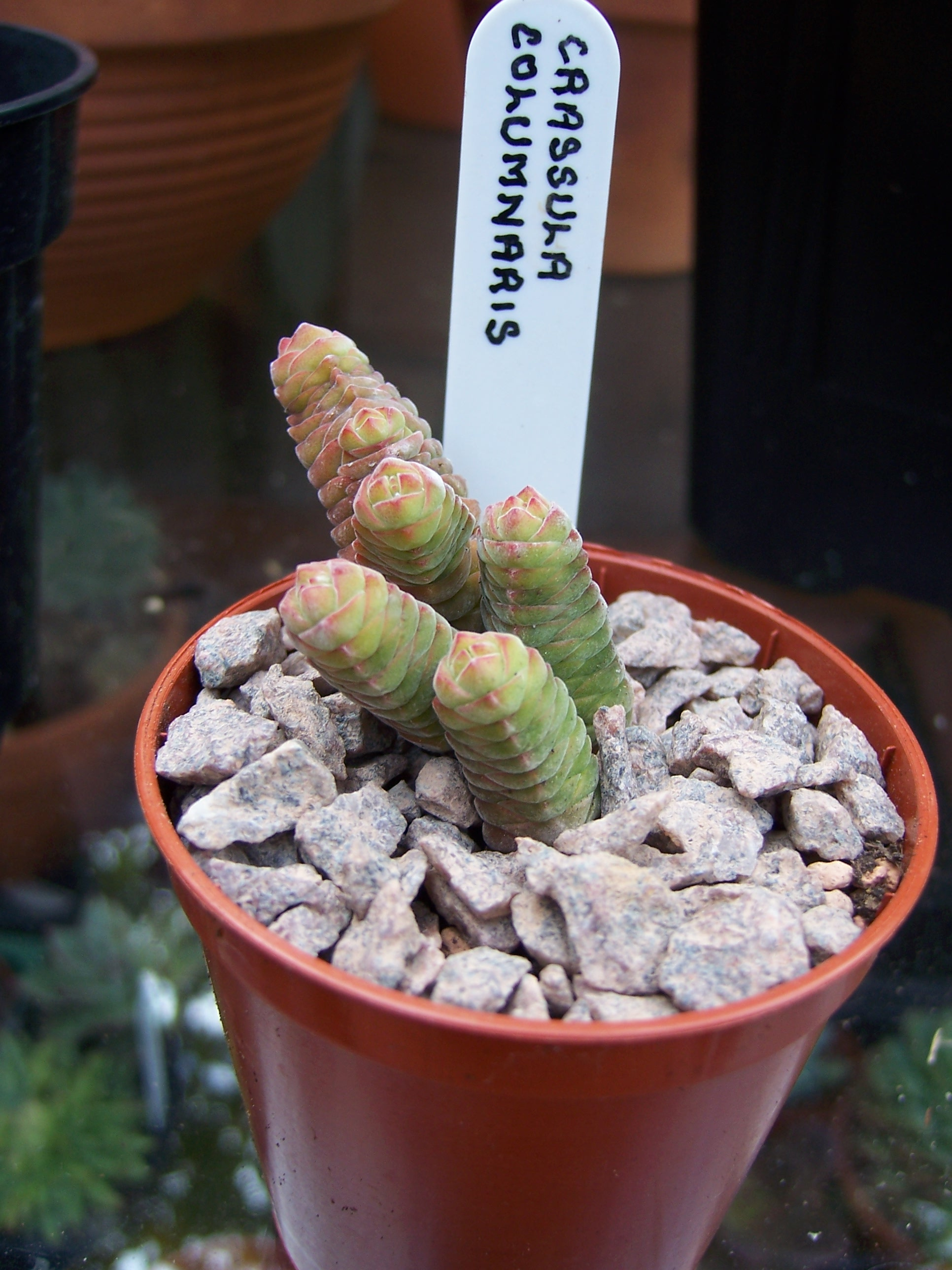
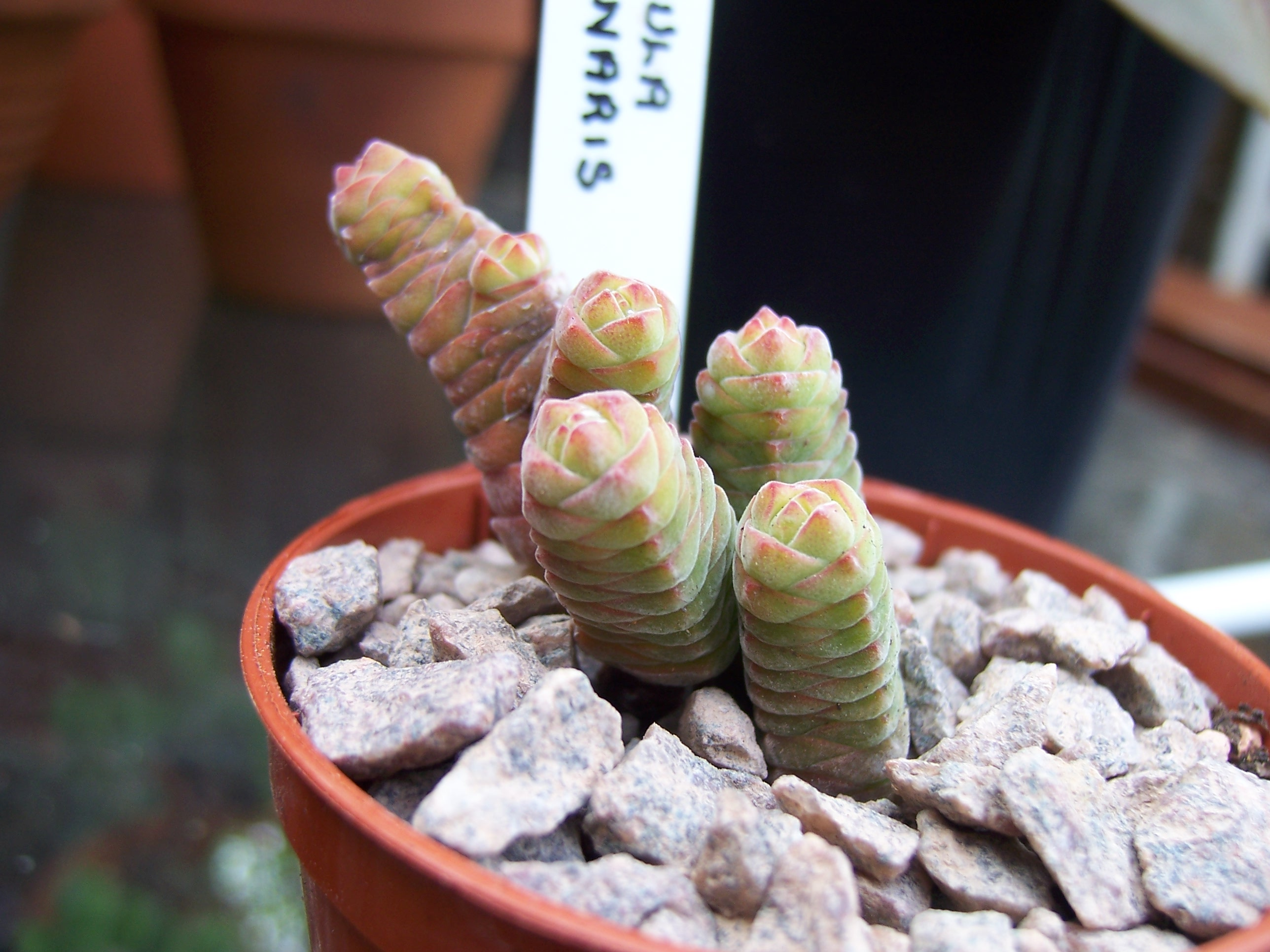
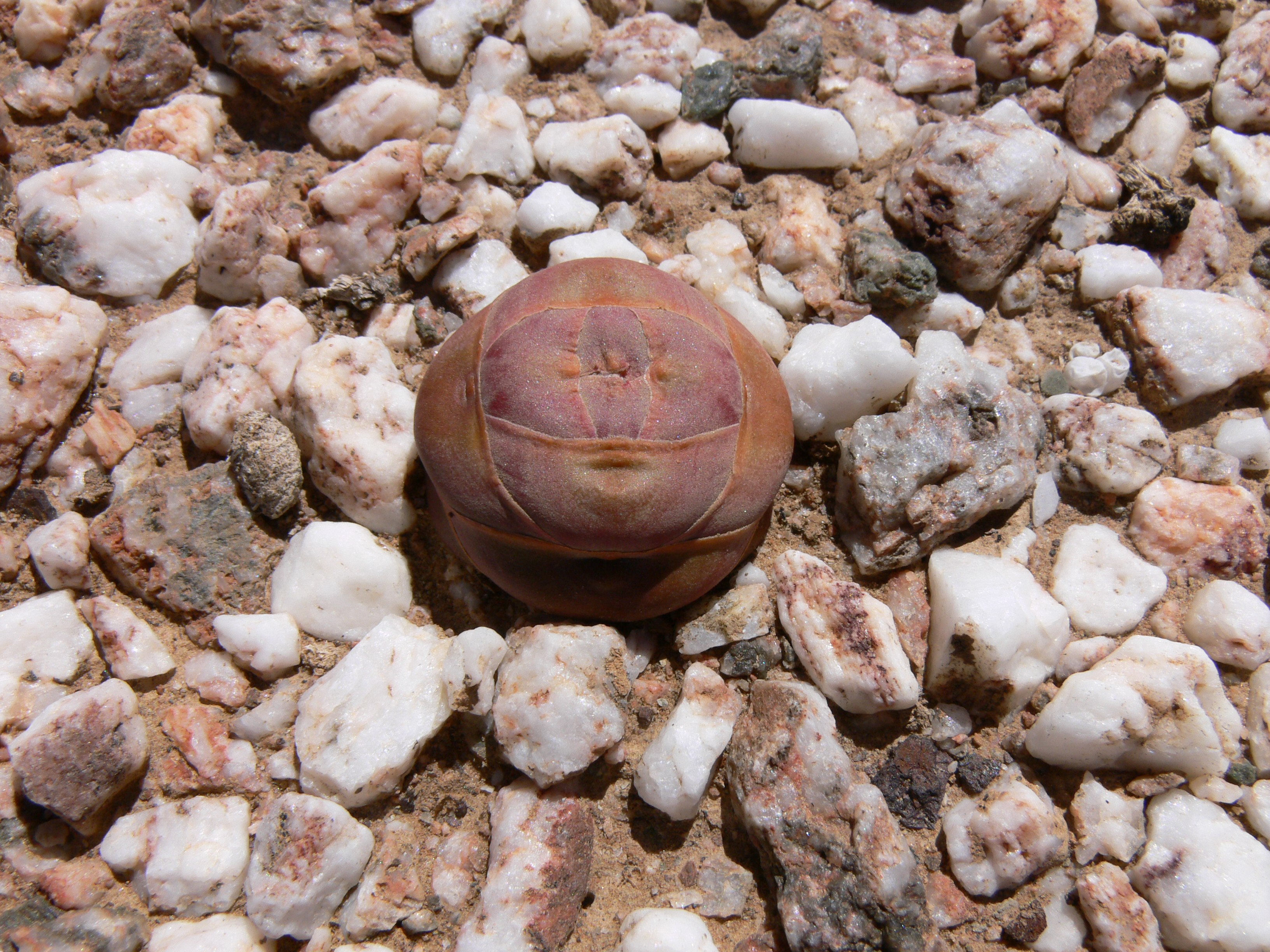
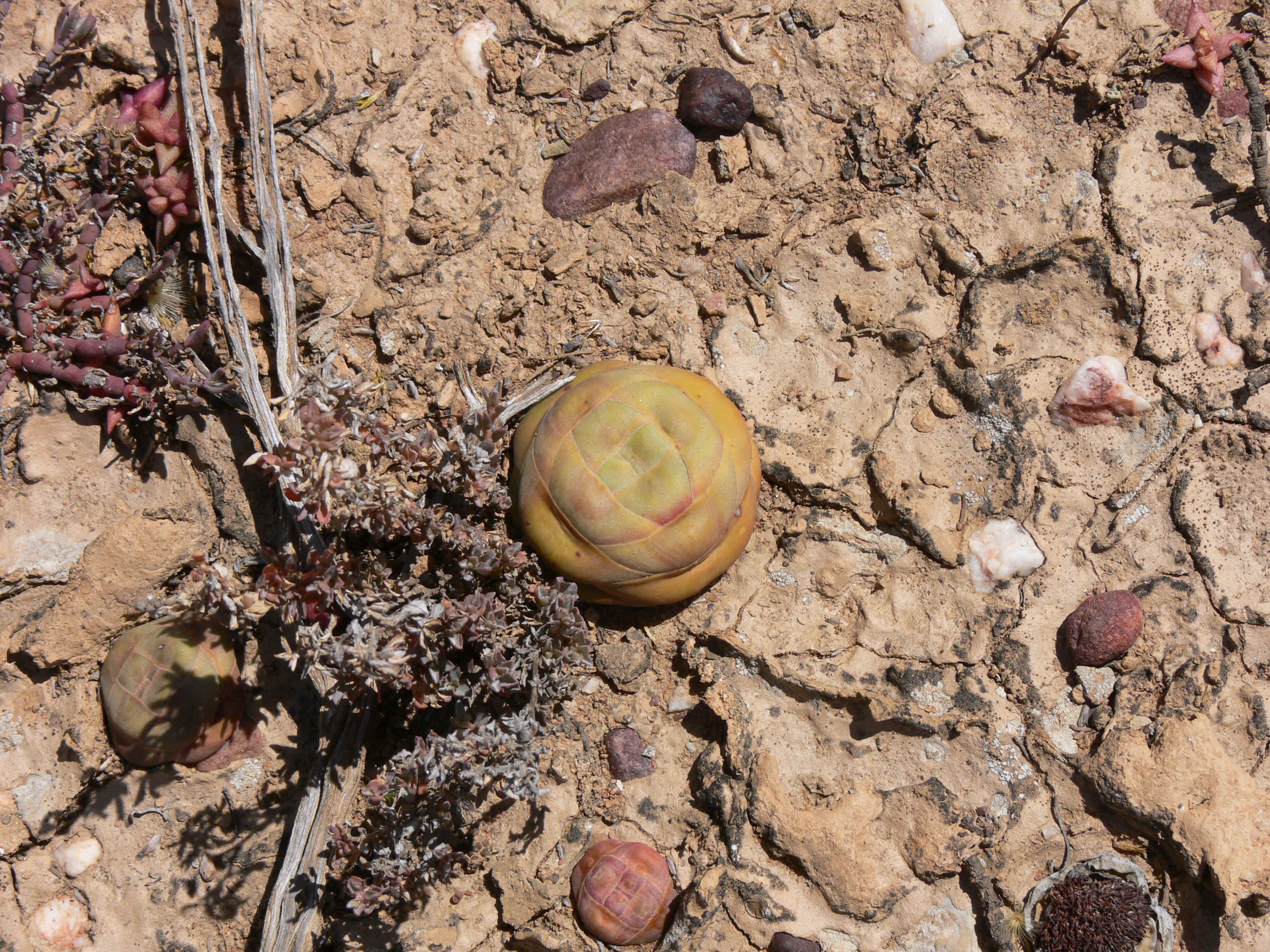
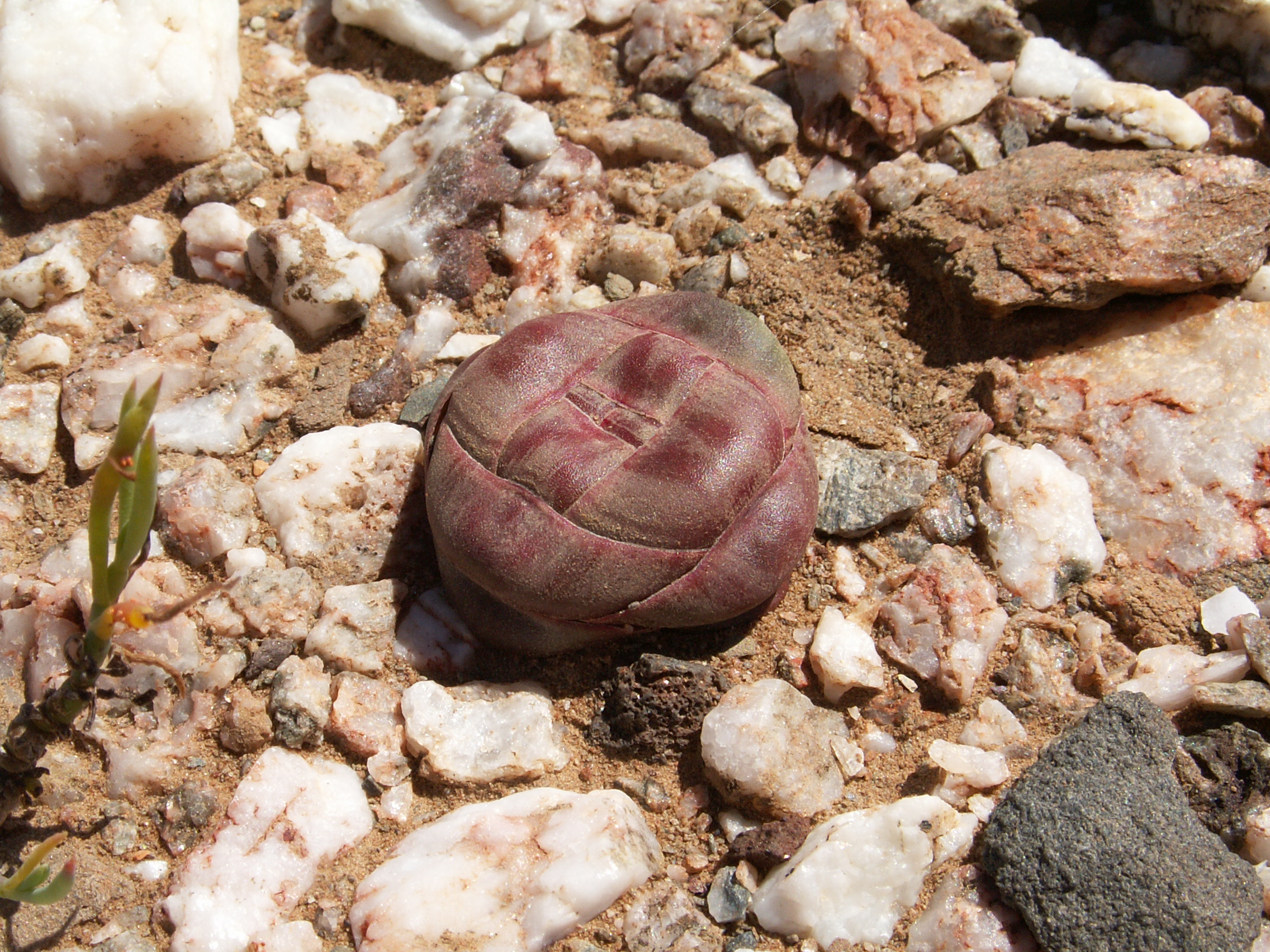
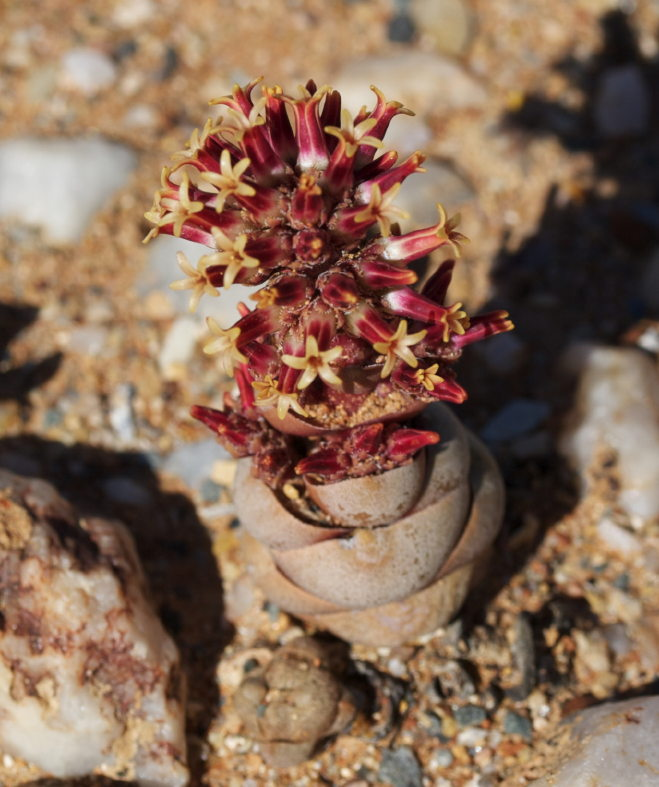